# Ichneumon oblitus
Ichneumon oblitus är en stekelart som beskrevs av Heinrich 1961. Ichneumon oblitus ingår i släktet Ichneumon och familjen brokparasitsteklar. Inga underarter finns listade i Catalogue of Life.